# Miss Trans Israel
Miss Trans Israel es un concurso de belleza para mujeres transgénero. El certamen se celebró por primera vez en 2016 en la ciudad de Tel-Aviv, en el estado de Israel. La ganadora del concurso fue la modelo árabe israelí Talleen Abu Hanna, ella representó a la nación de Israel en el concurso de belleza Miss Trans Star Internacional 2016, que se celebró en la ciudad de Barcelona en 2016.

## Miss Trans Israel 2016
La primera edición del concurso de belleza Miss Trans Israel, se llevó a cabo el 27 de mayo de 2016 en el Teatro Nacional Habima de Tel-Aviv, Israel. Once concursantes de diversos orígenes religiosos y étnicos, compitieron por el primer título del certamen Miss Trans Israel 2016.

### Audiciones
El 3 de marzo de 2016 se llevaron a cabo tres rondas de audiciones en el Club Teatro de Jaffa para las 35 mujeres trans que deseaban competir en el certamen. De las 19 participantes que asistieron a las audiciones, once finalistas fueron seleccionadas para competir en la final del concurso de belleza.

### Concurso
Para marcar el comienzo de la semana del orgullo gay en Tel Aviv, los organizadores y activistas del colectivo LGBT, organizaron por primera vez en la historia, el desfile Miss Trans Israel, que fue celebrado en el Teatro Nacional Habima de Tel Aviv. El premio consistía en 15.000$ dólares en procedimientos de cirugía plástica en el centro médico Kamol de Bangkok, Tailandia, incluyendo entre los gastos: un billete de avión y el alojamiento en un hotel, todo ello pagado por el hospital Kamol. El evento recibió atención internacional, con artículos y videos en internet y en diversos medios de comunicación como los canales de televisión CBS y NBC, los periódicos The New York Times, Boston Herald, las revistas Business Insider, Time, los diarios The Daily Mail, Jerusalem Post, Haaretz, The Times of India, y el diario español El Mundo de Madrid. Las concursantes desfilaron con un traje de baño, con ropa casual, y con un vestido de novia.

### Concursantes
En un comunicado de prensa, que fue emitido por los organizadores y los productores del concurso, las concursantes fueron descritas como "un verdadero mosaico de la sociedad israelí, procedentes todas ellas de diferentes comunidades étnicas y religiosas, son un ejemplo de coraje y tolerancia". Las concursantes provenían de toda la nación de Israel, y representaban a las comunidades musulmana, judía, cristiana, beduina y drusa.
Las once bellezas que participaron en el certamen fueron:
- Talleen Abu Hanna
- Elian Nasiel
- Reem Or
- Aylin Ben Zaken
- Angelina Shamilov
- Danielle Larnon
- Maya Smadja
- Almog Yehuda
- Carolin Khoury
- Madlen Matar
- Shontal Israel

### Ganadora
Talleen Abu Hanna fue coronada como la ganadora del concurso, y consiguió ser la primera Miss Trans Israel. Abu Hanna es bailarina de ballet y modelo, actualmente vive en Tel Aviv. Después de su victoria en el concurso Miss Trans Israel, Abu Hanna consiguió el segundo puesto en el concurso de belleza Miss Trans Star Internacional 2016, que se celebró en Barcelona, el 17 de septiembre de 2016. Abu Hanna también apareció en la octava temporada de la edición israelí del programa de televisión Gran Hermano.

### Celebración de la Comunidad Trans
Para los organizadores, activistas, y concursantes de la comunidad LGBT, el desfile fue una celebración de la aceptación gay, en una región plagada de conflictos y violencia. Israel es posiblemente el único país de Oriente Medio, donde las personas transgénero son libres de vivir su homosexualidad y expresar su verdadera identidad de género. La directora, Israela Stephanie Lev, fue citada en el diario Jerusalem Post diciendo: "vivimos en Israel, el único país de la región donde las personas pueden vivir como gays o transexuales, y nadie los quiere lanzar desde una azotea, ni intenta masacrarlos". Los organizadores buscaban mucho más que la belleza de las concursantes, buscaron a una ganadora para inspirar un sentido de coexistencia y diversidad en el pueblo de Israel.

## Miss Trans Israel 2017
Elian Nesiel de la ciudad de Bat Yam, fue la ganadora del concurso de belleza Miss Trans Israel 2017, y representó a la nación de Israel en el concurso de belleza Miss Trans Star Internacional 2017, que se celebró en la ciudad condal de Barcelona, el día 7 de octubre de 2017.